# Psychotria meridensis
Psychotria meridensis är en måreväxtart som beskrevs av Julian Alfred Steyermark. Psychotria meridensis ingår i släktet Psychotria och familjen måreväxter. Inga underarter finns listade i Catalogue of Life.